# Les Cerqueux-sous-Passavant
Les Cerqueux-sous-Passavant era un comune francese di 503 abitanti situato nel dipartimento del Maine e Loira nella regione dei Paesi della Loira. Dal 1º gennaio 2016 è accorpato al nuovo comune di Lys-Haut-Layon di cui è divenuto comune delegato insieme ai comuni di La Fosse-de-Tigné, Nueil-sur-Layon, Tancoigné, Tigné, Trémont e Vihiers, ai quali si aggiungono i vecchi comuni associati di Vihiers, Saint-Hilaire-du-Bois e Le Voide.

## Storia

### Simboli
Lo stemma comunale era stato adottato nel febbraio del 1996.

## Società

### Evoluzione demografica
Abitanti censiti